# Andre Norton
Andre Alice Norton (rozená Alice Mary Norton, 17. února 1912, Cleveland, Ohio – 17. března 2005, Murfreesboro, Tennessee, USA) byla americká knihovnice a spisovatelka science fiction a fantasy. Používala pseudonymy Andre Norton, Andrew North a Allen Weston. Začala publikovat ve 30. letech 20. století, nejprve vědeckofantastickou literaturu pro mládež. V roce 1984 získala jako první žena cenu SFWA Grand Master (Velmistr žánru).